# تشارلز بارتيلمي
تشارلز بارتيلمي (بالفرنسية: Charles Barthélemy)‏ هو مؤرخ فرنسي، ولد في 1825 في باريس في فرنسا، وتوفي في 1888.

## وصلات خارجية
- تشارلز بارتيلمي على موقع ميوزك برينز (الإنجليزية)